# 法山寺 (愛知県美浜町)
法山寺（ほうざんじ）は、愛知県知多郡美浜町にある臨済宗天龍寺派の寺院。山号は曇華山。知多四国霊場第55番札所。

## 由緒
神亀年間、この地を訪れた行基が山上に優曇華が咲き乱れるのを見て、衆生済度を祈願して薬師如来像を刻み、一堂を建立して奉安したのが始まりとされる。弘仁年間には空海が留錫し、密厳秘修を行ったという。正和年間には、夢窓疎石（夢窓国師）によって七堂伽藍が整えられた。寺のそばには御湯殿跡があり、平治2年（1160年）、源義朝が入浴中に長田忠致・景致親子に殺害された場所と伝わる。
　

## ギャラリー

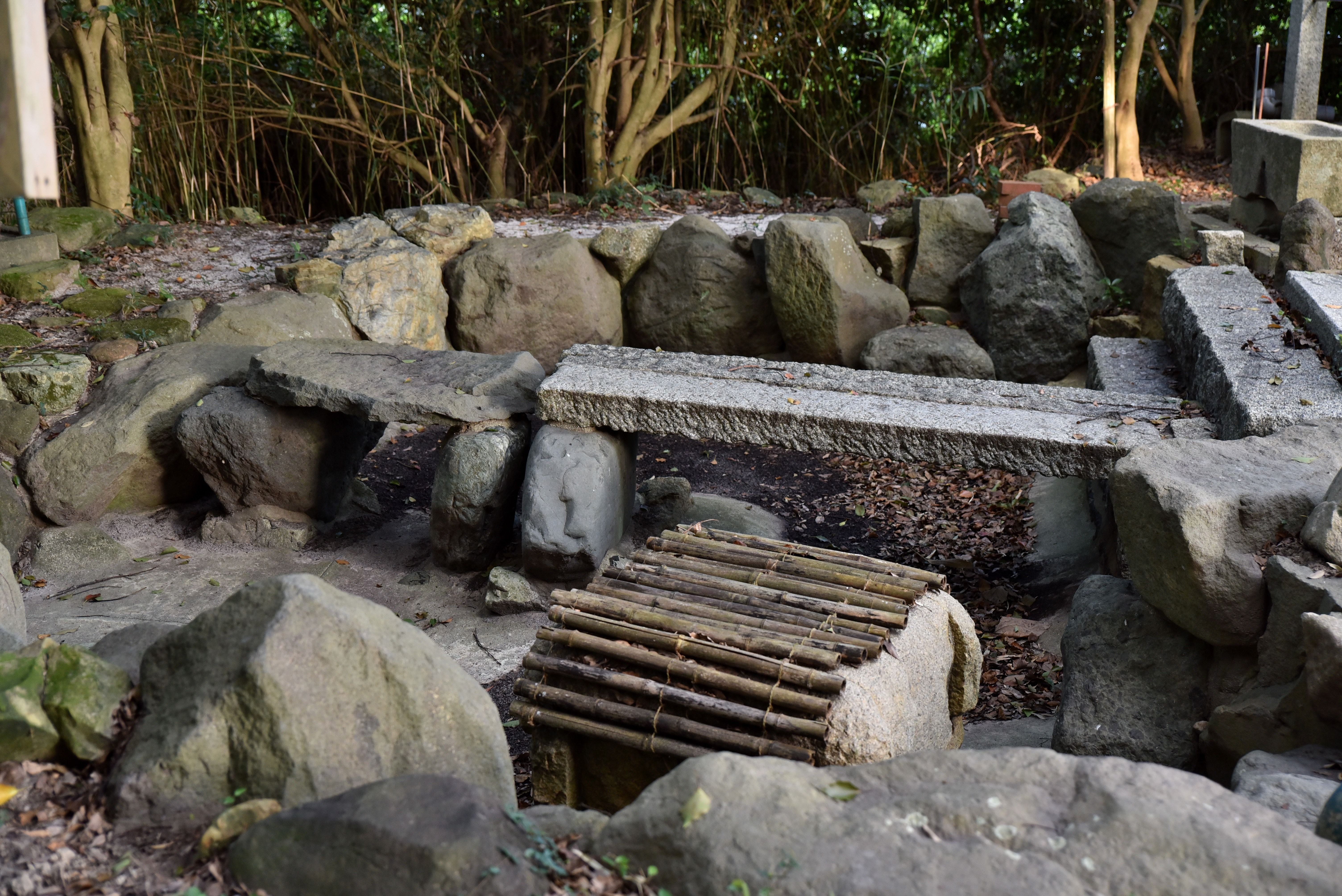
御湯殿跡
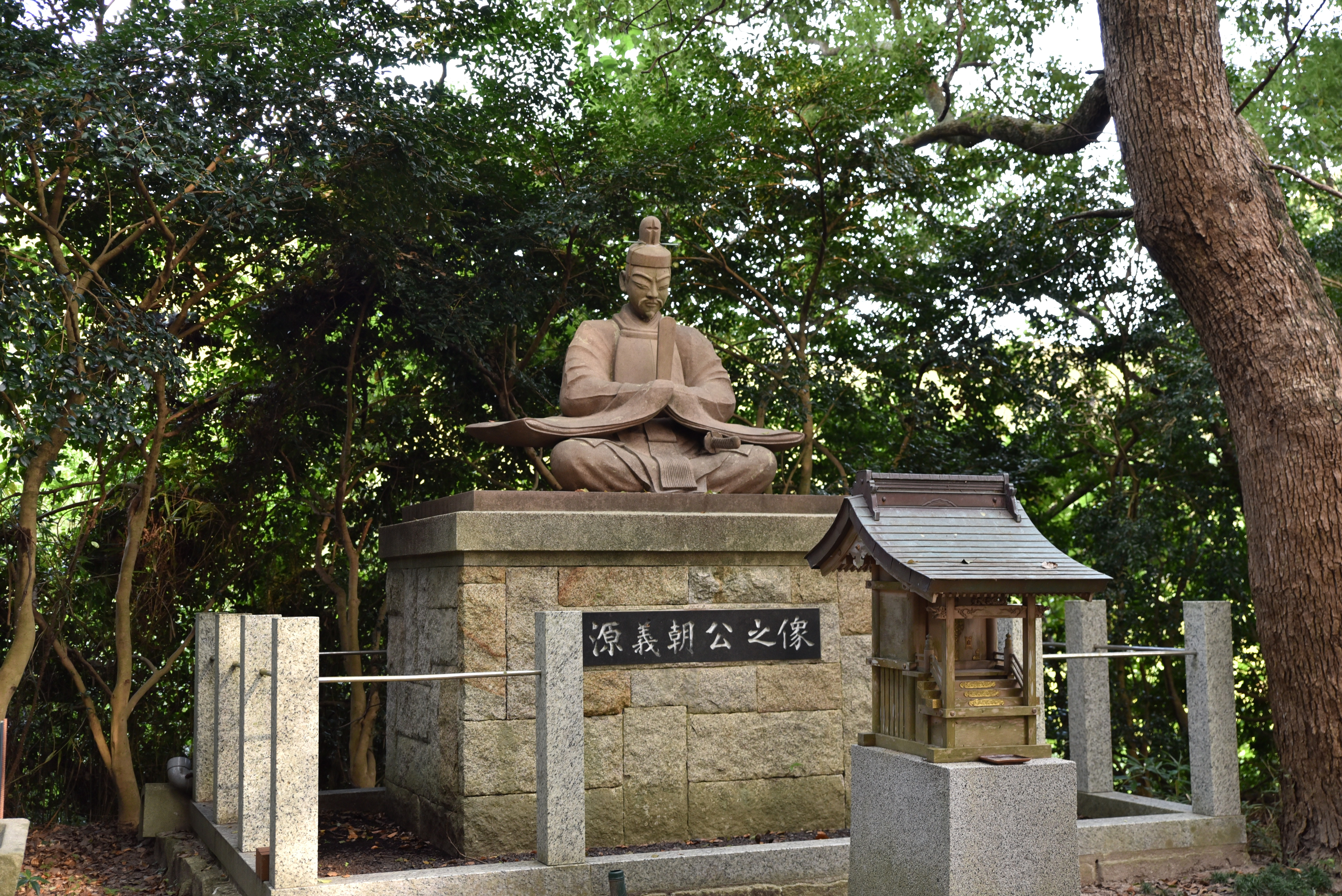
昭和初期に法山寺二十世嶬堂和尚によって建立された源義朝像